# Pyxicephalus angusticeps
Espèce
Synonymes
- Pyxicephalus adspersus angusticeps Parry, 1982

Pyxicephalus angusticeps est une espèce d'amphibiens de la famille des Pyxicephalidae.

## Répartition
Cette espèce se rencontre  :
- dans les régions côtières du Nord-Est de la Tanzanie ;
- dans le sud-ouest du Kenya ;
- dans les régions côtières du centre-Sud du Mozambique.

## Taxinomie
Cette espèce a été relevée de sa synonymie avec Pyxicephalus edulis en 2013 par Elizabeth Scott, John D. Visser, Caroline A. Yetman, Donald G. Broadley et Lauren Oliver .

## Publication originale
- (en) C. R. Parry, « A revision of southern African Pyxicephalus Tschudi (Anura: Ranidae) », Annals of the Natal Museum, Londres, Adlard and Son (d), vol. 25, no 1,‎ 1er octobre 1982, p. 281-292 (ISSN 0304-0798 et 2305-2775, OCLC 1590722, lire en ligne).